# Tetramicra montecristensis
Tetramicra montecristensis är en orkidéart som beskrevs av Helga Dietrich. Tetramicra montecristensis ingår i släktet Tetramicra och familjen orkidéer.
Artens utbredningsområde är Kuba. Inga underarter finns listade i Catalogue of Life.